# 1062
| Calendário gregoriano                                                        | 1062 MLXII                                             |
| Ab urbe condita                                                              | 1815                                                   |
| Calendário arménio                                                           | 511 – 512                                              |
| Calendário bahá'í                                                            | -782 – -781                                            |
| Calendário budista                                                           | 1606                                                   |
| Calendário chinês                                                            | 3758 – 3759 Início a 12 de fevereiro (aproximadamente) |
| Calendário copta                                                             | 778 – 779                                              |
| Calendário etíope                                                            | 1054 – 1055                                            |
| Calendários hindus - Vikram Samvat - Calendário nacional indiano - Cáli Iuga | 1117 – 1118 983 – 984 4162 – 4163                      |
| Calendário Holoceno                                                          | 11062                                                  |
| Calendário islâmico                                                          | 454 – 455                                              |
| Calendário judaico                                                           | 4822 – 4823                                            |
| Calendário persa                                                             | 440 – 441                                              |
| Calendário rúnico                                                            | 1312                                                   |
| Calendário solar tailandês                                                   | 1605                                                   |

1062 (MLXII, na numeração romana) foi um ano comum do século XI do Calendário Juliano, da Era de Cristo, e a sua letra dominical foi F (52 semanas), teve início a uma terça-feira e terminou também a uma terça-feira.
No território que viria a ser o reino de Portugal estava em vigor a Era de César que já contava 1100 anos.
| Ano completo                       |
| ---------------------------------- |
| Ano comum com início à terça-feira |

## Eventos
- Fundação de Marraquexe
- 29 de dezembro – é assinado tratado entre Fernando, o Magno, Rei de Leão e Sancho Garcês IV, Rei de Pamplona, onde é definida a fronteira entre os dois reinos.

## Nascimentos
- Adela da Normandia (data provável)

.